# ماسي ماسكانلو
ماسي ماسكانلو (بالفارسية: ماسی ماسکانلو) هي قرية تقع في قسم تشناران الريفي (مقاطعة تشناران) في إيران. يقدر عدد سكانها بـ 190 نسمة بحسب إحصاء 2016.